# Vitula
Vitula is een geslacht van vlinders van de familie snuitmotten (Pyralidae), uit de onderfamilie Phycitinae.

## Soorten
- V. amelia Neunzig & Dow, 1993
- V. augerella Neunzig, 1990
- V. basimaculatella Ragonot, 1887
- V. biviella - Katjeslichtmot (Zeller, 1848)
- V. broweri Heinrich, 1956
- V. coconinoana Neunzig, 1990
- V. divergens Dyar, 1914
- V. edmandsii (Packard, 1865)
- V. glabrella Dyar, 1919
- V. goyensis Ragonot, 1888
- V. haywardi Heinrich, 1956
- V. homoeosomella Zeller, 1881
- V. inanimella Dyar, 1919
- V. insula Neunzig, 1990
- V. laura Dyar, 1919
- V. lugubrella Ragonot, 1887
- V. majorella Dyar, 1922
- V. micaceella Hampson, 1901
- V. paula Heinrich, 1956
- V. pinei Heinrich, 1956
- V. pumila Neunzig & Dow, 1993
- V. serratilineella Ragonot, 1887
- V. setonella McDunnough, 1927
- V. squalida Walker, 1863
- V. trinitatis Heinrich, 1956